# Holothuria impatiens
Holothuria impatiens (Forskal, 1775) è una specie della famiglia Holothuriidae.

## Distribuzione e habitat
Specie cosmopolita, vive in quasi tutti i mari tropicali e nel Mar Mediterraneo.

## Descrizione
Ha un corpo cilindrico allungato, molto flessibile e cosparso da tubercoli radi e disposti senz'ordine. Può raggiungere circa 40 cm di lunghezza, ma gli esemplari mediterranei non superano i 16 cm circa. La colorazione è molto varia, con tonalità che vanno dal rossiccio, al marrone, al grigio e di norma il corpo è attraversato da righe orizzontali più scure, o macchie scure, o complessi motivi screziati. La parte ventrale è molto simile da quella dorsale, di norma presenta una colorazione leggermente più chiara, con gli stessi tubercoli del lato dorsale.
L'aspetto più peculiare è la bocca che è munita di tentacoli molto particolari, traslucidi, dall'aspetto simile a fiori. Quando l'animale è a riposo questi tentacoli non sono visibili ma quando è in movimento risultano evidenti e rendono l'animale inconfondibile, per lo meno per distinguere questa oloturia dai congeneri mediterranei.
Questa oloturia possiede i Tubi di Cuvier, che sono dei lunghi filamenti appiccicosi che vengono espulsi a scopo difensivo, ma in questa specie vengono espulsi molto difficilmente.

## Specie affini
Nel Mediterraneo vivono altre sei specie di Holothuria: Holothuria forskali, Holothuria helleri, Holothuria poli, Holothuria mammata, Holothuria tubulosa, Holothuria sanctori.

## Collegamenti esterni

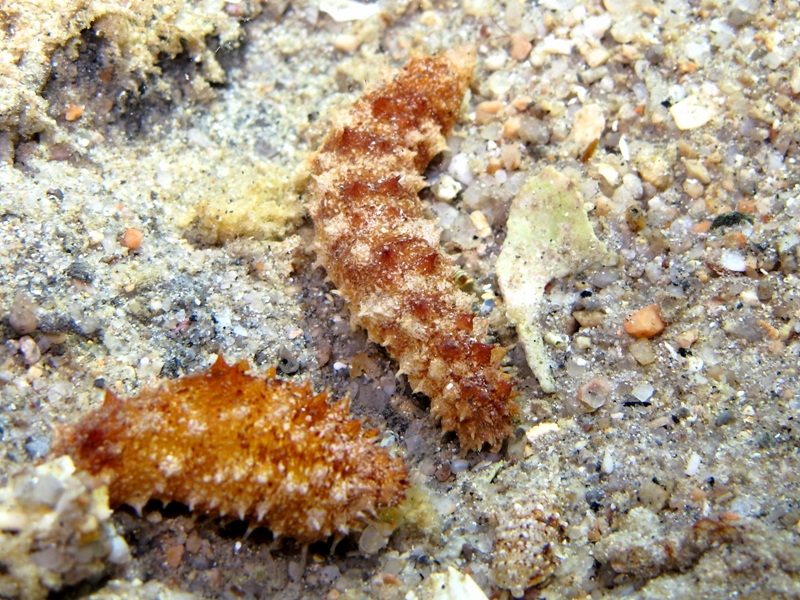
Holothuria impatiens

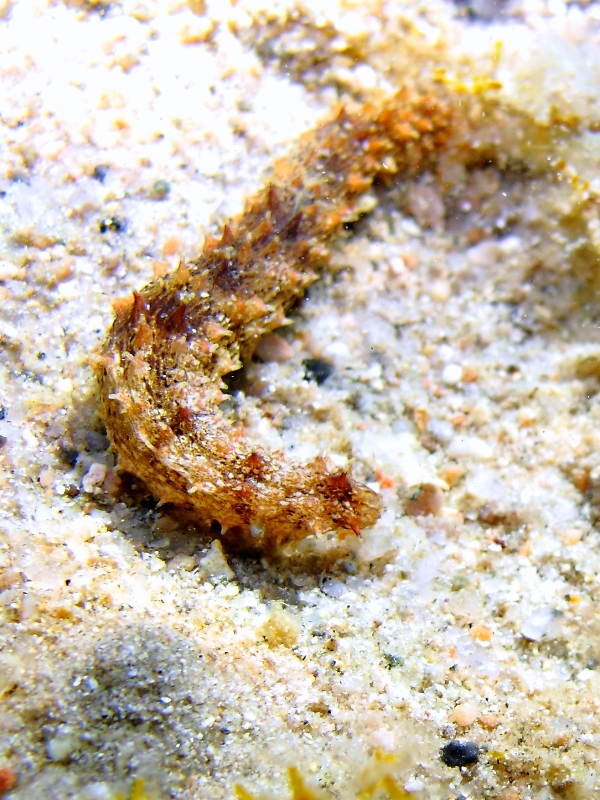
Holothuria impatiens